# Bokak
Bokak (znany również jako Taongi) – atol wchodzący w skład Wysp Marshalla o powierzchni 3,2 km² i powierzchni laguny wynoszącej 78 km². Położony jest 680 km na północ od Majuro, innej z wysp łańcucha Ratak Chain. Bokak jest najdalej na północ wysuniętym atolem Wysp Marshalla.
Pierwszym Europejczykiem, który odnotował odkrycie tej wyspy był hiszpański podróżnik Alonso de Salazar. Zapis ten pochodzi z 21 sierpnia 1526 roku. Ze względu na izolację wyspa nie ma stałej ludności.